# Monarch Airlines
A Monarch Airlines 1967-ben alakult meg Lutonban. A charterjáratok régóta kötik össze az Egyesült Királyságot Indiával, Afrikával és a Kanári-szigetekkel. A légitársaság megszületésének célja az volt, hogy az angol polgárok eljuthassanak messzebbi, mediterrán jellegű helyekre is. Lutonon kívül más londoni, illetve angliai reptereken található meg.
2017. október 2-án  hétfő reggel beszüntette működését a Monarch Airlines, minden járatot töröltek, és a jegyértékesítést is leállították. 110 ezer utas rekedt külföldön, őket a hatóság szállította haza. Ráadásul mintegy 300 ezer foglalást törölt a légitársaság a rendszeréből.

## Repülőgépflottája típusok szerint
- Airbus A300–605R (1991-2014)
- Airbus A320–200 (1993-2017)
- Airbus A321–200 (1997-2017)
- Airbus A330–200 (1999-2015)
- BAC One-Eleven 500 (1974-1986)
- Boeing 707 (1978-1981)
- Boeing 720B (1971-1983)
- Boeing 737–200 (1981-1987)
- Boeing 737–300 (1988-1997)
- Boeing 737–700 (2016-2017)
- Boeing 737–800 (2017)
- Boeing 757–200 (1983-2015)
- Boeing 767–300ER (2005-2010)
- Bristol Britannia (1967-1976)
- DC–10 (1996-2002)
- MD–11 (1998)

## Díjai, elismerései
- Flight On Time
- Travel Trade Gazette Az év légitársasága 2006 és 2007